# Ein Zivan
Ein Zivan (tiếng Hebrew: עֵין זִיוָן) là một khu định cư của Israel và kibbutz ở phía bắc Cao nguyên Golan thuộc thẩm quyền của Hội đồng khu vực Golan. Cộng đồng quốc tế coi các khu định cư của Israel ở Cao nguyên Golan là bất hợp pháp theo luật pháp quốc tế, nhưng chính phủ Israel tranh chấp điều này. Năm 2017 nó có dân số 322 người. [1]

## Lịch sử
Kibbutz được thành lập vào năm 1968 bởi thanh niên gốc Israel từ kibbutzim. Sau đó, họ được tham gia bởi Gar'inei Nahal (nhóm nòng cốt Nahal) và tình nguyện viên từ nước ngoài. Vào những năm 2000, một chương trình mở rộng cộng đồng đã được mở ra để phù hợp với các gia đình đang tìm kiếm một cuộc sống chất lượng cao từ các trung tâm đô thị. Dân số của Ein Zivan ngày nay bao gồm các thành viên kibbutz (43 gia đình) và cư dân (40 gia đình). Đó là kibbutz đầu tiên khởi xướng quá trình tư nhân hóa tài sản chung.

## Nhân khẩu học
Vào tháng 11 năm 2011, kibbutz có dân số 83 gia đình (243 người).

## Nền kinh tế
Chocolatier Carina Chaplinsky, một người nhập cư mới từ Argentina, điều hành một doanh nghiệp sô cô la tại kibbutz bao gồm một nhà máy, một cửa hàng, một xưởng và phòng nếm thử. Nhà máy rượu Pelter, được thành lập vào năm 2002, cũng được đặt tại Ein Zivan. Nhà máy rượu đã sản xuất 85.000 chai trong năm 2010  Sản xuất rượu Tal Pelter đã được ca ngợi bởi Haaretz rượu phê bình Daniel Rogov như là một "ngôi sao đang lên". Ein Zivan cũng điều hành một cơ sở ngủ và bữa sáng, Lan BaGolan.